# Folklore (Nelly Furtado-album)
A Folklore a kanadai származású énekes, Nelly Furtado második nagylemeze. Az album a DreamWorks Records gondozásában jelent meg, először az USA-ban 2003. november 25-én.

## Megvalósítás és promotálás
Az albumot nagyban befolyásolta Nelly szüleinek Kanadába való költözése.
Amikor végignézek a régi fotókon, az új házukról, a csillogó kocsijukról készülteken és az első élményüket megőrizőn, ahogy eljutnak egy olyan igazi, tipikus észak-amerikai helyre, mint Kmart. Mikor mindezt saját véredből küzdöd ki, akkor lesz ez a te folklórod.
Az albumnak megvan a "régi", Nelly-s stílusa, de attól egy kicsit rockosabb, kicsit akusztikusabb orientációjú. Az utolsó dalt az albumon Nelly a lánya számára írta (Childhood Dreams).
Az album tartalmazza a Força című számot (mely portugálul erőt, vagy kitartást jelent), melyet eredetileg a 2004-es labdarúgó Európa-bajnokság himnuszának szántak. Nelly 2004 júliusában, a bajnokságon, Lisszabonban adta elő. Az album tartalmazza még a Try című balladát és a Powerless (Say What You Want) című szerzeményt is, amiben megénekli a megszerzett portugál örökségét, és azt, hogy különlegesnek és másnak lenni nem is olyan rossz dolog sehol a világban. Más kislemezeket is kiadott még más területeken, például az Explode-ot Kanadában és Európában, valamint a Grass Is Green című dalt Németországban. Különlegességnek szánva elkészítette a Powerless (Say What You Want) című dal spanyol változatát Juanes-szel.
Az album a kanadai listákon a 18. helyen kezdett és az első héten 10 400 darabot adtak el belőle. Az amerikai Billboard 200-on a 38. helyen debütált és az első héten 68 000 darabot vittek el a boltokból. 2007 januárjára 416 000 darab talált gazdára az Egyesült Államokban. Igaz, nem hozott akkora sikert, mint Nelly első korongja, a Whoa, Nelly!, de részben azért, mert a DreamWorks Records-nál felmerültek kisebb gondok. A kiadót eladták az Universal Music Group-nak, így az album csak 11 hetet töltött a Billboard 200-on. 2005-ben a DreamWorks-öt bezárták, Furtado így került a Geffen Records-hoz. Az album a legnagyobb sikere Németországban volt.
Később Nelly meg is kérdezte, hogy Miért szeretik a németek ennyire ezt az albumot?.[forrás?]

## Dallista
1. One-Trick Pony (Gerald Eaton, Nelly Furtado, Brian West) – 4:47
2. Powerless (Say What You Want) (Anne Dudley, Eaton, Furtado, Trevor Horn, Malcolm McLaren, West) – 3:52
3. Explode (Eaton, Furtado) – 3:44
4. Try (Furtado, West) – 4:39
5. Fresh off the Boat (Eaton, Furtado, West) – 3:16
6. Força (Eaton, Furtado, West) – 3:40
7. The Grass Is Green (Mike Elizondo, Furtado) – 3:50
8. Picture Perfect (Eaton, Furtado, West) – 5:16
9. Saturdays (Furtado) – 2:05
10. Build You Up (Eaton, Furtado, West) – 4:58
11. Island of Wonder (S. Diaz, Furtado, J. Gahunia) – 3:49
12. Childhood Dreams (Eaton, Furtado, West) – 6:35

Brit bonus track-ek
- 13. Try (akusztikus verzió)
- 14. CD-ROM video

Japán bonus track-ek
- 13. Powerless (Say What You Want) (alternatív akusztikus mix)
- 14. Try (akusztikus verzió)

Latin-Amerika újra-megjelentetés
- 13. Powerless (Say What You Want) featuring Juanes

## Kislemezek
- Powerless (Say What You Want)
- Try
- Força
- Explode
- The Grass Is Green (csak Németországban)

## Eladási listák
| Országok        | Minősítés | Eladás (db)       |
| --------------- | --------- | ----------------- |
| Kanada          | Platina   | 100 000+ (felett) |
| Svájc           | Platina   | 40 000+           |
| Mexikó          | Platina   | 150 000           |
| USA             | Arany     | 416 000           |
| UK              | Arany     | 200 000           |
| Benelux-államok | Arany     | 40 000+           |
| India           | Arany     | 10 000+           |
| Brazília        | ???       | 5 000+            |